# Widget (piwo)
Widget to opracowana przez browar Guinness plastikowa, pusta w środku kulka o średnicy ok. 3 cm, mająca jeden otworek o średnicy 0,61 mm. Kulka ta wkładana jest do puszek i butelek z piwem, do których podczas napełniania dodawany jest ciekły azot, który wraz z dwutlenkiem węgla tworzy mieszankę gazową. Azot, który po zamknięciu puszki odparowuje, zwiększa ciśnienie i wraz z piwem wnika do środka widgeta. Gdy opakowanie zostaje otwarte ciśnienie spada, a z widgeta wydobywają się z dużą prędkością drobne pęcherzyki gazu, tworząc obfitą i gęstą pianę, a jednocześnie obniżając zawartość dwutlenku węgla w samym piwie.
Początkowo Guinness specjalizujący się w gatunku dry stout przytwierdzał widget do dna puszki, lecz w 1997 r. browar wprowadził nowe rozwiązanie: floating widget czyli widget swobodnie pływający. Widget najnowszej generacji nazwany Rocket Widget umożliwia picie piwa prosto z butelki.
Oprócz Draught Guinness widget znajduje się również w innych piwach z Wysp Brytyjskich, takich jak: Murphy's,  Kilkenny Draught Irish Beer, Young's Double Chocolate Stout czy Tetley's English Ale.